# رون جونسون (لاعب كرة قدم أمريكية)
رون جونسون (بالإنجليزية: Ron Johnson)‏ هو لاعب كرة قدم أمريكية أمريكي، ولد في 8 يونيو 1956 في ديترويت في الولايات المتحدة، وتوفي في 10 يوليو 2018.

## وصلات خارجية
- رون جونسون على موقع مرجع كرة القدم المحترفة.كوم (الإنجليزية)